# Lijst van oorlogsmonumenten in Vaals
De Nederlandse gemeente Vaals heeft meerdere oorlogsmonumenten. Hieronder een overzicht.
| Nr.                             | Object                  | Herdachte groep | Ontwerper     | Onthulling | Type            | Locatie                              | Plaats | Coördinaten                   | Foto              |
| ------------------------------- | ----------------------- | --- | ------------- | ---------- | --------------- | ------------------------------------ | ------ | ----------------------------- | ----------------- |
| 1527                            | Oorlogsmonument         | allen, militairen in dienst van het Ned. Kon. na 1945, militairen in dienst van het Ned. Kon. 1940-1945, burgerslachtoffers, burgers voormalig Nederlands-Indië | Piet Killaars | 5 mei 1960 | beeld/sculptuur | Von Clermontplein, 6291 AT           | Vaals  | 50° 46' 14" NB, 6° 1' 8" OL   | Meer afbeeldingen |
| 2277                            | Monument voor Jos Saive | militairen in dienst van het Ned. Kon. 1940-1945 |               |            | gedenksteen     |                                      | Vaals  | 50° 45' 11" NB, 5° 59' 36" OL | Meer afbeeldingen |
| Dit oorlogsmonument op Wikidata | Stolpersteine           | vervolgden Nederland | Gunter Demnig |            | plaquette       | Zie Lijst van Stolpersteine in Vaals | Vaals  |                               | Meer afbeeldingen |

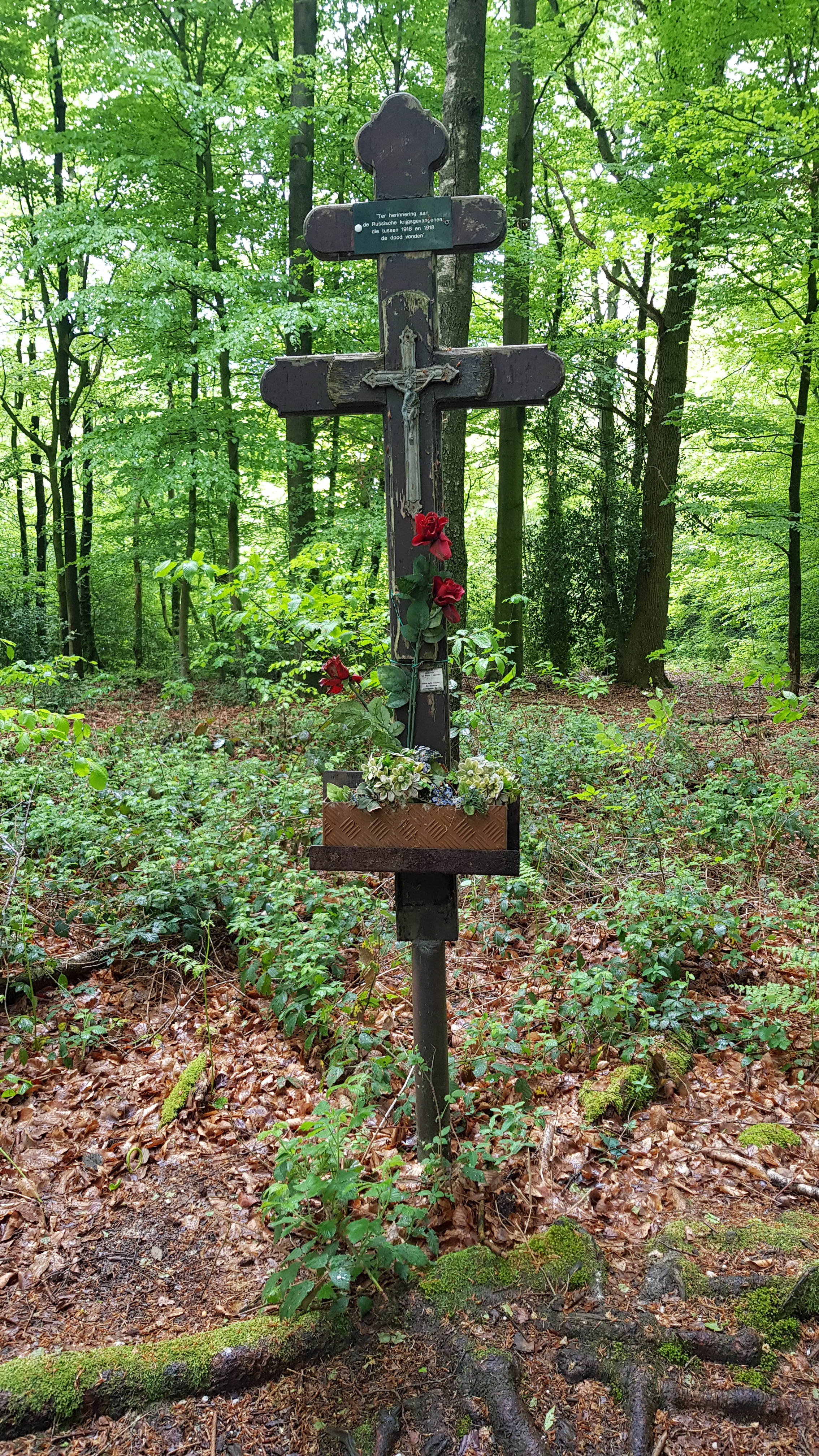
Dit wegkruis ter herdenking van Russische Krijgsgevangenen in Eerste Wereldoorlog staat in het Vijlenerbos net over de grens in België.

Beek ·
Beekdaelen ·
Beesel ·
Bergen ·
Brunssum ·
Echt-Susteren ·
Eijsden-Margraten ·
Gennep ·
Gulpen-Wittem ·
Heerlen ·
Horst aan de Maas ·
Kerkrade ·
Landgraaf ·
Leudal ·
Maasgouw ·
Maastricht ·
Meerssen ·
Mook en Middelaar ·
Nederweert ·
Peel en Maas ·
Roerdalen ·
Roermond ·
Simpelveld ·
Sittard-Geleen ·
Stein ·
Vaals ·
Valkenburg aan de Geul ·
Venlo ·
Venray ·
Voerendaal ·
Weert